# 大榆树乡
大榆树乡，是中国内蒙古自治区乌兰察布市卓资县下辖的一个乡镇级行政单位。

## 行政区划
大榆树乡共辖以下地区：
麻地卜村、后房子村、阳坡村、艾壕洼村、孔督营村、西壕欠村、狮子沟村、河子村、凤凰台村、大南沟村、小南沟村、后干沟村、大榆树村、芦草沟村、羊圈湾村、马连坝村。